# 47-й отдельный моторизованный инженерный батальон
47-й отдельный моторизованный инженерный батальон  — воинская часть Вооружённых Сил СССР во время Великой Отечественной войны.

## История
Формировался с февраля 1941 года в Прибалтийском особом военном округе.
В составе действующей армии с 22 июня 1941 по 27 сентября 1941 года. До войны базировался в Елгаве
На 22 июня 1941 года входил в состав 12-го механизированного корпуса, дислоцировался в Найсэ. До начала августа 1941 года действовал в составе корпуса.
В начале августа 1941 года, в преддверии контрудара под Старой Руссой был придан 34-й армии. В ходе наступления, начавшегося 12 августа 1941 года, из состава батальона было создано четыре отряда заграждения, два из которых были направлены на прикрытие флангов армии, а два устраивали минновзрывные заграждения на направлении главного удара армии.
По-видимому, в ходе наступления и последующего отступления с прорывами из окружений, понёс большие потери, и  27 сентября 1941 года остатки батальона были направлены на доукомплектование 238-го отдельного сапёрного батальона

## Полное наименование
- 47-й отдельный моторизованный инженерный батальон

## Подчинение
| Подчинение по месяцам | Подчинение по месяцам | Подчинение по месяцам | Подчинение по месяцам        | Подчинение по месяцам        |
| Дата                  | Фронт (округ)         | Армия                 | Корпус (группа)              | Примечания                   |
| --------------------- | --------------------- | --------------------- | ---------------------------- | ---------------------------- |
| 22 июня 1941 года     | Северо-Западный фронт | 8-я армия             | -                            | 12-й механизированный корпус |
| 1 июля 1941 года      | Северо-Западный фронт | 8-я армия             | -                            | 12-й механизированный корпус |
| 10 июля 1941 года     | Северо-Западный фронт | 8-я армия             | -                            | 12-й механизированный корпус |
| 1 августа 1941 года   | Северный фронт        | -                     | 12-й механизированный корпус | -                            |
| 1 сентября 1941 года  | Северо-Западный фронт | 34-я армия            | -                            | -                            |

## Командиры
- Скальный, Николай Иванович, старший лейтенант

## Другие инженерно-сапёрные подразделения с тем же номером
- 47-й отдельный сапёрный батальон 224-й стрелковой дивизии 1-го формирования
- 47-й отдельный сапёрный батальон 224-й стрелковой дивизии 2-го формирования
- 47-й гвардейский отдельный сапёрный батальон
- 47-й отдельный инженерно-сапёрный батальон
- 47-й отдельный штурмовой инженерно-сапёрный батальон